# Calopezzati
Calopezzati (Caluopizzàtu in calabrese) è un comune italiano di 1 224 abitanti della provincia di Cosenza in Calabria. Si dispone essenzialmente nei due nuclei di Calopezzati, a 217 metri s.l.m., e di Calopezzati Marina, a 3 metri s.l.m. Il territorio è posto sulla riva destra del fiume Trionto ed è bagnato dal mar Ionio.

## Origini del nome
La parola Calopezzati deriva da kalos-piqos, dove piqos, che avrebbe generato la primitiva forma Calopizzati, significa "orcio", vaso d'argilla, quindi "bei vasi d'argilla" ed in verità, in passato, il paese ne fu maestro. Secondo altri invece l'etimologia del nome deriverebbe dall'unione delle parole greche kalòs, bello, e petsades, da petsàs ossia "lavoratori di cuoio". Secondo un’ulteriore ipotesi, invero meno accreditata, il nome deriverebbe dalla particolare ospitalità degli abitanti di Calopezzati, propensi a calarsi nei panni altrui (da cui il modo di dire ancora in uso, seppur poco diffuso, và calopèzzati nel senso di "calati nelle sue pezze", cioè nei suoi panni).

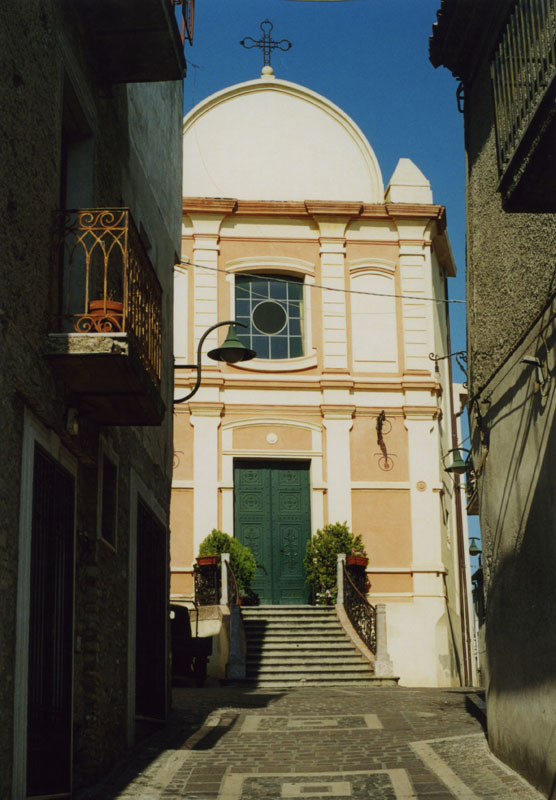
Facciata della parrocchia di Calopezzati

## Storia
Non è certa l'epoca a cui risale Calopezzati. Alcuni storici fanno risalire le sue origini al V-VI sec. e sarebbe da ricollegare all'antica città greca di Borea che si trovava tra i fiumi Trionto e Flumenca.
Altri storici collocano la sua origine intorno alla prima metà dell'XI secolo, come borgo feudale attorno al monastero di San Nicola eretto da monaci greci che lo fondarono alle pendici del colle dove sorge oggi il paese. Infatti, non era insolito durante il periodo di massima penetrazione bizantina in Calabria, che monasteri presiedessero alla formazione di centri abitati. Una richiesta di mano d'opera, inizialmente soddisfatta dai paesi vicini, finiva col determinare un afflusso spontaneo di gente che si stabiliva nei pressi del monastero, il quale appariva sempre come il miglior garante di una generale sicurezza. Ma la sicurezza del luogo non evitò che i monaci, atterriti, riprendessero a fuggire quando le incursioni musulmane si abbatterono sulle coste ioniche, travolgendo, come nella battaglia di Gerace, anche l'esercito regolare bizantino. Il monastero, abbandonato, fu riaperto dalla politica normanna dopo meno di un secolo e mezzo. Nel 1285 esso fu aggregato al Patirion di Rossano, dopo di che non se ne seppe più nulla.
In età contemporanea, il centro di Calopezzati venne dapprima aggregato al cosiddetto "Cantone di Cirò" (1779), poi inserito nell'elenco di territori sotto il "Governo di Cariati" (1805) e, successivamente, affidato alla giurisdizione di Cropalati (1811).
Tra il 1811 e il 1816, Crosia fu frazione di Calopezzati.

### Simboli
Lo stemma e il gonfalone sono stati concessi con DPR del 9 gennaio 2001.
Il gonfalone è un drappo rettangolare di verde.

## Monumenti e luoghi d'interesse

### Architetture civili e militari

#### Il Castello
Evolutosi da un primitivo impianto di rocca bizantina in fortilizio a pianta quadrangolare, con magazzini e depositi per le scorte in caso di assedio durante la dominazione normanna, la fortificazione venne dapprima rielaborata dagli Angioini, per poi differenziarsi in vero e proprio castello militare e signorile sotto gli Svevi. In posizione dominante perfezionò nel corso dei secoli successivi i suoi elementi stilistici integrandovi di volta in volta i segni delle murate strategie difensive, in armonia col desiderio dei vari feudatari di trasformarlo da fortezza in elegante dimora spesso preferita per la sicurezza.

Saltuariamente fu abitato da tutti, dai Sanseverino (1447) agli Abenante, agli Spinelli (1570), ai Mandatoriccio (1598), ma solo i Sambiase (1698), cosentini, nel 1700 lo elessero a loro stabile dimora, lasciandovi testimonianza della loro liberalità e della loro cultura con l'impronta del secolo. Bellissima la biblioteca di raffinata fattura tarda barocca quattrocentesca.
Ai Sambiase si deve, tra l'altro, la costruzione di un ponte levatoio. Lo posseggono oggi i Giannone di Acri, artefici alla fine degli anni '30 di un colto restauro che lo ha sottratto al degrado, rendendolo uno dei castelli più suggestivi e ben conservati del Meridione.

#### Altro
Resti delle mura di epoca medievale.

### Architetture religiose
Al netto del vecchio convento francescani che si situava nelle vicinanze di via S. Croce,oggi scomparso, le architetture religiose di Calopezzati sono la chiesa di Santa Maria Assunta (XVI-XVII secolo), la chiesa dell'Addolorata, con quest'ultima a conservare alcune sepolture nobiliari, la chiesetta della Madonna delle Grazie in località Vigne, la chiesetta di S.Marco ed il Convento dei Riformati divenuto oggi un B&b, in via S. Croce.

## Società

### Evoluzione demografica
Abitanti censiti

## Amministrazione

### Gemellaggi
- Sundern

## Sport
Ha sede nel comune la società di calcio Polisportiva Calopezzati L. Policastro, che ha disputato campionati dilettantistici regionali.